# Таймазова, Елена Валерьевна
Елена Валерьевна Таймазова (в девичестве Становова, 10 июня 2001, Краснодар) — российская футболистка, вратарь клуба «Краснодар».

## Биография
Воспитанница «Магнолии» (Новотитаровская). Первым клубом стала «Кубаночка» (Краснодар). 16 марта 2021 года подписала контракт с «Краснодаром». Первый матч за основную команду провела 17 июля 2021 года против «Рязани-ВДВ». Весной 2023 года на правах аренды перешла в «Крылья Советов» до конца сезона 2023. В первом же матче против «Рубина» 1 апреля 2023 года получила красную карточку за игру руками за пределами штрафной.
С 2016-го по 2018-й годы выступала за юниорскую сборную U-17. В октябре 2019 отправилась на отборочный раунд чемпионата Европы вместе со сборной U-19, но на поле не выходила.

## Семья
Силина (Становова), Наталья Валерьевна — старшая сестра, футболист, также вратарь (в клубе «Краснодар»).
В декабре 2023 года вышла замуж.